# Mutarotace
Mutarotace je jev, kdy se za určitý čas ve vodném roztoku monosacharidů vytvoří různé formy těchto monosacharidů (tzv. anomery). Dochází ke štěpení poloacetalové vazby a molekula sacharidu se mění na lineární. Z lineární molekuly se mění na jiné anomery (formy heterocyklických sacharidů).

## Příklad
Pokud uvažujeme o vodném roztoku α-D-glukopyranosy, pak se po rozštěpení na lineární D-glukosu může přeměnit na své jiné anomery: α-D-glukopyranosu, β-D-glukopyranosu, α-D-glukofuranosu a β-D-glukofuranosu. V roztoku se však současně vyskytuje malé množství lineární D-glukosy, která v tu chvíli přechází do jiné formy monosacharidu.

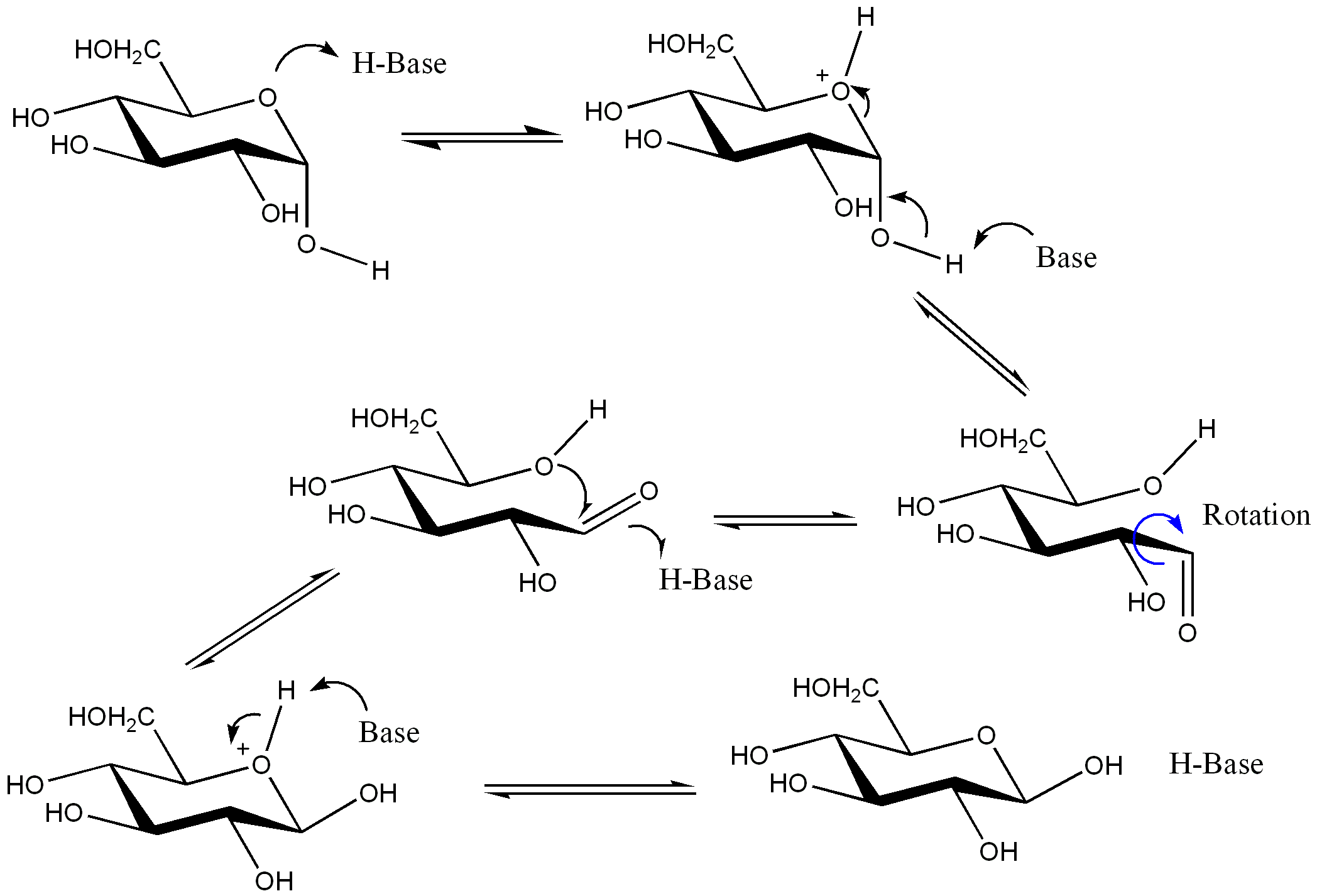
Proces mutarotace